# The Neptunes
The Neptunes är en musikproducentduo bestående av Pharrell Williams och Chad Hugo. De har skapat soundet till många hiphop- och R&B-popartister. The Neptunes har även en musikgrupp kallad N.E.R.D med Pharrell Williams i fronten.